# Michael Burghers

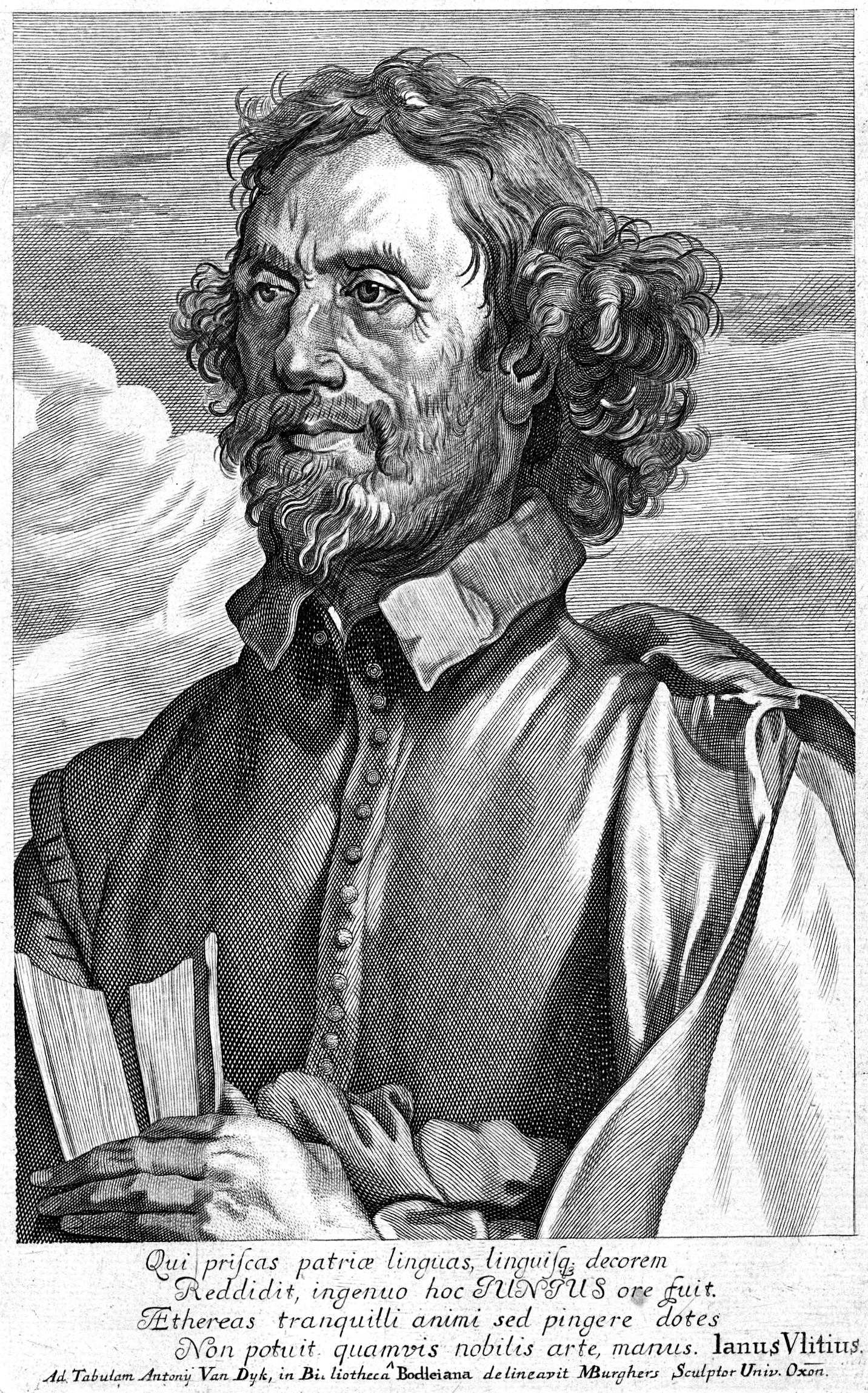
Ritratto di François Junius, da un dipinto di Antoon van Dyck (1698)

Michael Burghers, o Burgers (Utrecht  o Amsterdam, 1640  circa – 1733  (tra il 1723 e il 1743 o nel gennaio 1727)), è stato un incisore e disegnatore olandese del secolo d'oro.

## Biografia

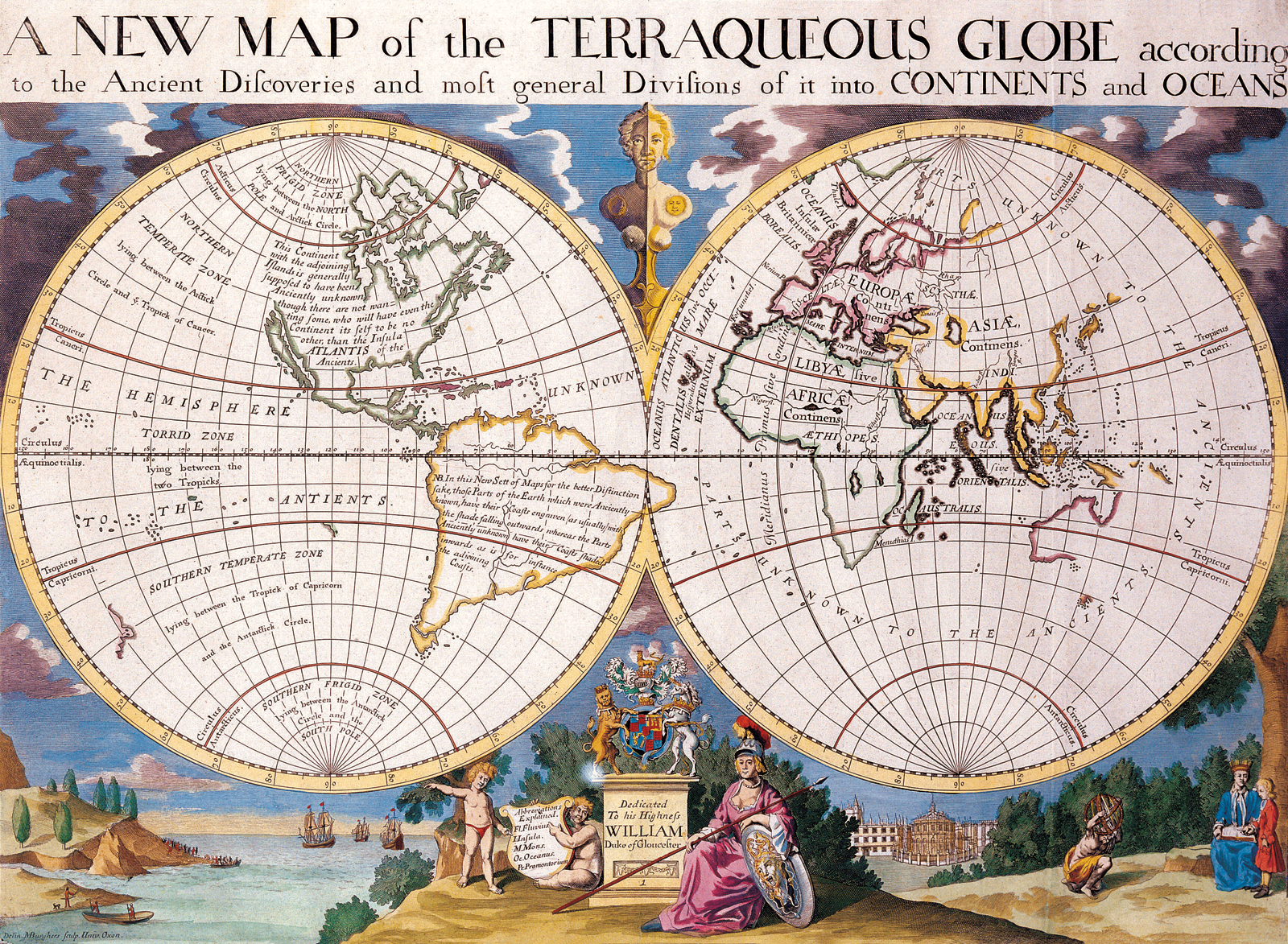
Mappa del globo terracqueo (1700)

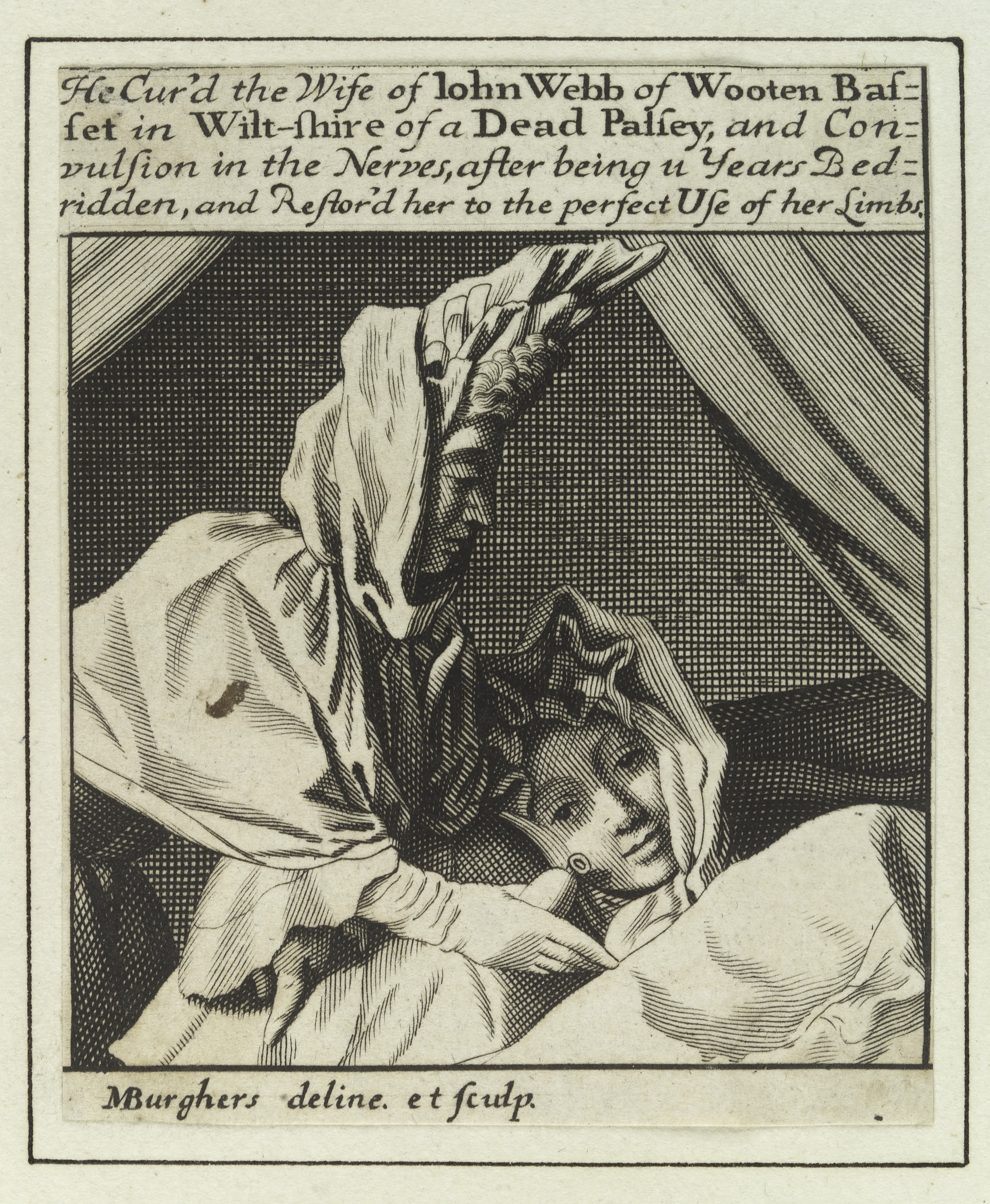
La Signora Webb assistita mentre a letto ammalata (1700 circa)

Nato probabilmente a Utrecht o ad Amsterdam intorno al 1640, operò a Oxford tra il 1676 e il 1723. Comunque era già attivo dal 1674, come risulta dal primo pagamento documentato, e fino al 1725-1726, come evidenziato dall'ultimo.  Raggiunse l'Inghilterra assieme a David Loggan, di cui era probabilmente un allievo, e si stabilì nel 1673 a Oxford, a causa della presa di Utrecht da parte di Luigi XIV. Tra il 1676 ed il 1719, si occupò della realizzazione di tutte le illustrazioni dell’Almanacco di Oxford. Loggan fu nominato publicus academiae sculptor nel 1669 e Burghers lavorava alle sue dipendenze, succedendogli nella carica nel luglio 1694. Secondo Thomas Hearne, al momento della sua morte era ricchissimo e considerato il migliore incisore d'Inghilterra. Infatti ricevette dall'Università di Oxford grosse somme di denaro per le sue incisioni, fino a circa 100 sterline l'anno, a cui si aggiunsero anche le entrate per le stampe vendute direttamente da lui. Possedeva, in effetti, una propria macchina da stampa con cui realizzava piccole edizioni di proprie stampe ed eseguiva prove delle opere per l'Università. Oltre alle illustrazioni per l’Almanacco, eseguì anche frontespizi per libri, come ad esempio per il De origine fontium di Robert Plot (1685) e illustrazioni per l'edizione del 1688 del Paradiso perduto di John Milton a partire da disegni di John Baptist Medina. Realizzò molte piccole vedute di nuovi edifici presso il Queen's College e disegnò un'esatta piantina della vecchia cappella prima che fosse abbattuta. Oltre alla realizzazione di nuovi stampi, si occupò anche di aggiustarne altri preesistenti e di eseguire stampe.
Si dedicò soprattutto all'incisione di ritratti. Lo stile della sua produzione rispecchia conoscenze tecniche di incisione tradizionali e il passaggio dolce da linee pesanti a linee leggere in un unico taglio denota grande pratica ed abilità. Secondo il Bryan, invece, le stampe denotano una maniera rigida e priva di gusto, ma occorre tener presente che già dopo poche ristampe i dettagli più fini della composizione andavano persi. I disegni preparatori per gli stampi sono eseguiti in modo da essere tradotti senza quasi modifiche in incisioni in bianco e nero con le varie tonalità espresse unicamente da punti e tratteggi.
Il lavoro di quest'artista permise di preservare i resti di antichità, che altrimenti sarebbero andati perduti. Burghers, a volte, firmava le sue opere con il monogramma MB.

## Opere
- Ritratto di François Junius, incisione da un dipinto di Antoon van Dyck, 21,1 x 13,3 cm, 1698, Rijksmuseum, Amsterdam
- Mappa del globo terracqueo, incisione da Edward Wells, 1700
- La Signora Webb assistita mentre a letto ammalata, incisione, 1700 circa
- Incisione n° 9 dal Natural History of Oxfordshire di Robert Plot, 1677[8]
- San Panteno di Alessandria, incisione[9]
- Elizabeth Hopkins di Oxford che mostra un seno con cancro, incisione, 1700 circa[10]
- Ritratto di William Sommer, incisione da un dipinto di Antoon van Dyck[4]
- Ritratto di John Barefoot, dottore in lettere presso l'Università di Oxford, incisione, 1681[4]
- Testa di Giacomo II d'Inghilterra, incisione per un Almanacco di Oxford, 1686[4]
- Ritratto di Anthony Wood in una nicchia, incisione (solo la figura a maniera nera)[4]
- Re Alfredo, incisione da un manoscritto della Biblioteca Bodleiana[4]
- Ritratto di Sir Thomas Bodley con negli angoli gli altri benefattori della Biblioteca (William Herbert, III conte di Pembroke, l'Arcivescovo Laud, Sir Kenelm Digby e John Selden, incisione[4]
- Ritratto di Timothy Hatton, provost del Queen's College, incisione[4]
- Ritratto del dottor Wallis, 1699[4]
- Ritratto di Sir Thomas Wyat, incisione[4]
- Ritratto di John Baliol, incisione[4]